# Industry 4.0 Science
Industry 4.0 Science (bis 2023: Industrie 4.0 Management) ist eine Fachzeitschrift für Gegenwart und Zukunft industrieller Geschäftsprozesse. Sie erscheint im GITO Verlag für Industrielle Informationstechnik und Organisation. Herausgeber ist Norbert Gronau.

## Themen
Zu den Themenbereichen zählen: Digitalisierung, Fabrikmanagement, Produktionssysteme, Prozess- und Materialmanagement sowie Logistik. Die Beiträge sind anwendungsorientiert und greifen die aktuellen Entwicklungen im Bereich der digitalen Transformation und Industrie 4.0 auf. Dabei reicht die Spanne der Zukunftsthemen von der Digitalisierung von Lieferketten über Automatisierung und Mensch-Maschine-Interaktion bis hin zum maschinellen Lernen und künstlicher Intelligenz.
Industry 4.0 Science enthält qualitätsgesicherte Beiträge, die von unabhängigen Reviewern begutachtet werden. Die Redaktion koordiniert den Reviewprozess, auf der Grundlage der Reviewergebnisse entscheiden die Herausgeber über die Annahme.

## Weiterführende Informationen
Die Zeitschrift wird digital und print veröffentlicht. 2020 wurde der 36. Jahrgang publiziert. Im Schnitt erscheinen 80 Fachbeiträge pro Jahr. Sie richtet sich an Manager und Personen, die sich für das Thema Industrie 4.0 interessieren.
Die Fachzeitschrift kooperiert mit der Gesellschaft für Informatik, Wissenschaftlichen Gesellschaft für Arbeits- und Betriebsorganisation (WGAB) e. V., sowie dem Forschungs- und Anwendungszentrum Industrie 4.0.
2024 wurde die Zeitschrift in Industry 4.0 Science umbenannt und um eine englische Ausgabe ergänzt.

## Belege
1. ↑  Wissenschaftliche Gesellschaft für Arbeits- und Betriebsorganisation (WGAB). Abgerufen am 9. Februar 2023.
2. ↑  Zentrum Industrie 4.0. Lehrstuhl für Wirtschaftsinformatik, Prozesse und Systeme, Universität Potsdam, abgerufen am 9. Februar 2023.